# RFL Championship 1899-00
La Northern Rugby Football Union Championship de 1899-1900 fue la quinta temporada del torneo de rugby league más importante de Inglaterra.

## Formato
El torneo fue dividido en dos campeonatos, el del condado de Lancashire y el de Yorkshire, cada uno determino su campeón, por lo tanto en esta temporada no hubo un campeón nacional, título que recién se recuperaría en la temporada  1901-02.

## Desarrollo

### Lancashire League
| Pos. | Equipo            | Encuentros | Encuentros | Encuentros | Encuentros | Tantos | Tantos | Puntos |
| Pos. | Equipo            | PJ         | PG         | PE         | PP         | F      | C      | Puntos |
| ---- | ----------------- | ---------- | ---------- | ---------- | ---------- | ------ | ------ | ------ |
| 1    | Runcorn RFC       | 26         | 22         | 2          | 2          | 232    | 33     | 46     |
| 2    | Oldham RLFC       | 26         | 21         | 1          | 4          | 343    | 75     | 43     |
| 3    | Swinton Lions     | 26         | 19         | 1          | 6          | 210    | 108    | 39     |
| 4    | St. Helens        | 26         | 16         | 3          | 7          | 207    | 119    | 35     |
| 5    | Widnes Vikings    | 26         | 12         | 4          | 10         | 174    | 146    | 28     |
| 6    | Warrington        | 26         | 12         | 1          | 13         | 174    | 128    | 25     |
| 7    | Broughton Rangers | 26         | 13         | 1          | 12         | 132    | 138    | 25     |
| 8    | Salford           | 26         | 12         | 0          | 14         | 196    | 176    | 24     |
| 9    | Stockport         | 26         | 10         | 2          | 14         | 126    | 136    | 22     |
| 10   | Leigh Centurions  | 26         | 8          | 5          | 13         | 119    | 211    | 21     |
| 11   | Rochdale Hornets  | 26         | 9          | 1          | 16         | 90     | 181    | 17     |
| 12   | Millom RLFC       | 26         | 7          | 1          | 18         | 112    | 234    | 15     |
| 13   | Wigan             | 26         | 7          | 1          | 18         | 70     | 230    | 15     |
| 14   | Tyldesley FC      | 26         | 2          | 1          | 23         | 66     | 336    | 5      |

|  | Campeón. |

### Yorkshire League
| Pos. | Equipo                   | Encuentros | Encuentros | Encuentros | Encuentros | Tantos | Tantos | Puntos |
| Pos. | Equipo                   | PJ         | PG         | PE         | PP         | F      | C      | Puntos |
| ---- | ------------------------ | ---------- | ---------- | ---------- | ---------- | ------ | ------ | ------ |
| 1    | Bradford Park Avenue AFC | 30         | 24         | 2          | 4          | 324    | 98     | 50     |
| 2    | Batley Bulldogs          | 30         | 21         | 6          | 3          | 219    | 72     | 48     |
| 3    | Halifax RLFC             | 30         | 20         | 3          | 7          | 193    | 120    | 43     |
| 4    | Wakefield Trinity        | 30         | 18         | 5          | 7          | 203    | 120    | 41     |
| 5    | Huddersfield             | 30         | 17         | 4          | 9          | 181    | 110    | 38     |
| 6    | Hull Kingston Rovers     | 30         | 15         | 4          | 11         | 181    | 129    | 32     |
| 7    | Hull                     | 30         | 15         | 0          | 15         | 249    | 154    | 30     |
| 8    | Hunslet FC               | 30         | 14         | 2          | 14         | 182    | 168    | 30     |
| 9    | Manningham FC            | 30         | 13         | 3          | 14         | 207    | 203    | 29     |
| 10   | Bramley RLFC             | 30         | 13         | 0          | 17         | 121    | 190    | 26     |
| 11   | Castleford RFC           | 30         | 11         | 3          | 16         | 155    | 199    | 25     |
| 12   | Brighouse Rangers RFC    | 30         | 9          | 3          | 18         | 80     | 231    | 21     |
| 13   | Holbeck                  | 30         | 8          | 4          | 18         | 138    | 236    | 18     |
| 14   | Leeds Parish Church RFC  | 30         | 7          | 3          | 20         | 135    | 207    | 17     |
| 15   | Leeds                    | 30         | 7          | 3          | 20         | 103    | 225    | 17     |
| 16   | Liversedge RFC           | 30         | 5          | 1          | 24         | 94     | 303    | 11     |

|  | Campeón. |